# Одержима
«Одержи́ма» — драматична поема Лесі Українки.

## Історія публікацій
- Вперше надруковано у журналі «Літературно-науковий вісник»[1]
- Того ж року «Одержима» була передрукована в збірці Лесі Українки «Відгуки», Чернівці, стор. 69 — 93.

В архіві зберігається повний чорновий автограф твору із значними правками та дописками, без дати й без істотних відмін від тексту чистового рукопису. Перший розділ чистового рукопису писаний рукою Ольги Кобилянської і має правки Лесі Українки, інші розділи переписані начисто авторкою.
Дата в чистовому рукописі — «18 січня 1901 p.»

## Історія написання

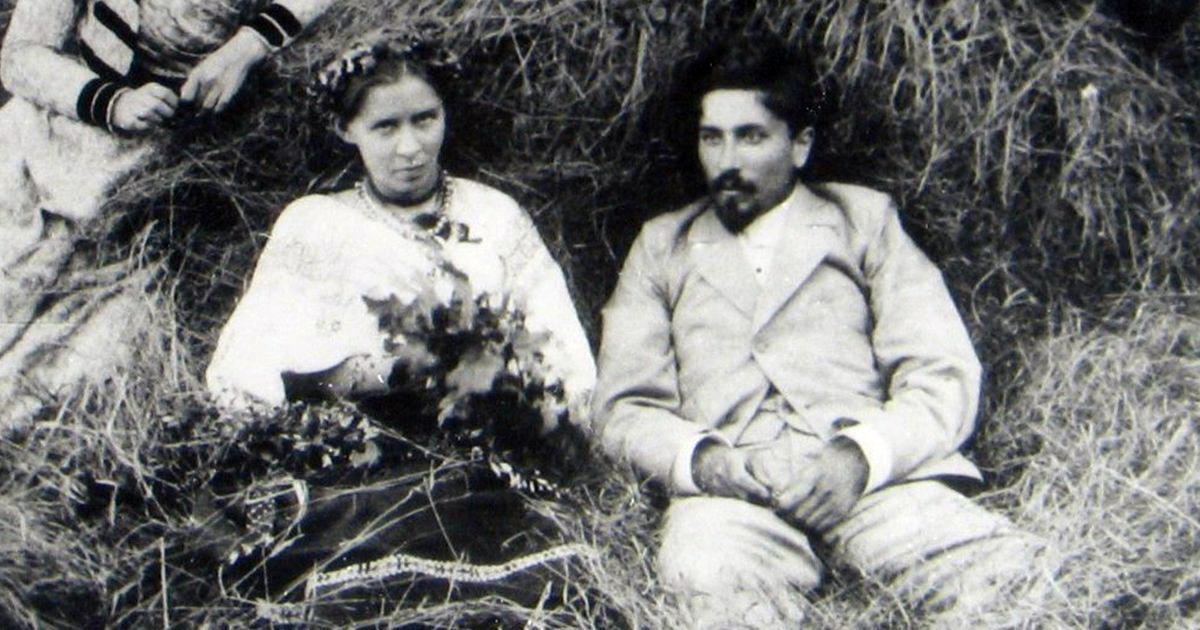
Леся Українка та Сергій Мержинський, липень 1898 р.

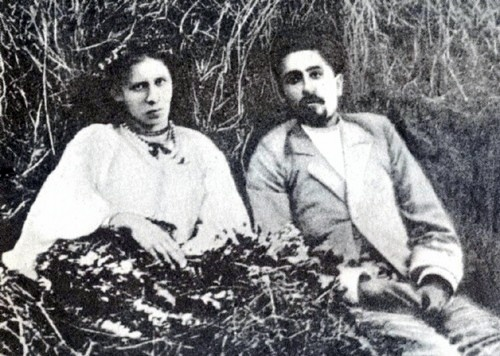
Леся Українка та Сергій Мержинський, липень 1898 р.

Написана в Мінську протягом однієї ночі біля ліжка смертельно хворого Сергія Мержинського. Пізніше, в листі до Івана Франка від 13 — 14 січня 1903 р. Леся Українка визнала:
|  | …я її в таку ніч писала, після якої, певне, буду довго жити, коли вже тоді жива осталась. І навіть писала, не перетравивши туги, а в самому її апогею. Якби мене хто спитав, як я з того всього жива вийшла, то я б теж могла відповісти: J'en ai fait un drame |

.
На думку літературних критиків, особисті переживання Лесі Українки поєднуються в драмі з глибоким філософський змістом, що виводить її за рамки автобіографічного твору. Листи Лесі Українки відтворюють душевний стан поетеси в час написання «Одержимої», допомагають зрозуміти ідею поеми, розкрити алегорію образів. У листах висвітлено також деякі моменти процесу творення драматичної поеми, эа ними можна простежити хід думки письменниці, відчути народження художніх асоціацій та образів.
Хоч «Одержима» була створена за одну ніч, ідею та образи твору поетеса виношувала довший час. Ще в 1900 p. Леся Українка написала поезії «Жертва», «Я бачила, як ти хиливсь додолу…», «То, може, станеться і друге диво…», в яких використано той же біблійний сюжет і ті ж образи, що і в драматичній поемі «Одержима».

## Зміст
Глибоко сумуючи «одержима духом» Міріам блукає скелястим берегом, вбачає когось в глибині пустелі і сама собі говорить, що він і досі там один сидить. Думки нависли над ним темною хмарою і от-от якась з тих дум спалахне блискавкою. Він всім дав спокій, а сам пасе «отару» думок. 
Частина 1
Міріам хоче врятувати його від самотності і сама не розуміє чому блукає за ним, можливо їй судилося тут загинути. Вона корить себе що «вигострила» погляд у пустелі, а він навіть не обернувся на неї. Далі співаючи розповідає, що йшла за ним разом з юрбою, але не сміла торкнутися навіть його плаща, бо не знала чого просити. Міріам вголос запитала Месіє чого ж їй бракує і той, тихцем схилився над нею і відповів «Знаю, Міріам». Дівчина схопилася. Месія сказав, що дарує їй спокій, бо кожен його прагне. Та Міріам не хоче спокою, розвертається і хоче йти безвісти куди.
Далі Міріам говорить, що пам’ятає слова учителя, але не слідує за ними, а вони йдуть за нею. Вона вірить в нього, та її душа чорна «як хата після пожежі» але 
Дівчина говорить, що душу їй спалила ненависть до ворогів Месії. Що він є світло, але не може пробити воно темряви простих людей, він є слово, та вони його не чують. Месія у виправдовуючи людей каже, що слів їм мало, їм необхідні діла. Лиш кров його поверне їм віру в Бога. Міріам проклинає людей, що жадають крові і зізнається що любить Месію і готова душу за нього віддати.та Месія каже, що не приймає такої любові, вона повинна всіх любити і навіть ворогів, тоді світло проллється в її душі. 
Тоді Міріам просить дозволу пролити свою кров за Месію, викупити його, щоб його свята кров не лилася або якщо так не можно то «хоча б з тобою вкупі». Месія не погоджується на те і йде,  залишає дівчину.
Частина 2
12 учнів Месії сплять у Гефсіманському саду. Міріам крадучись попід садовим муром, стає в найглибшій тіні, звідки їй видко Месію в місячному світлі. Месія покликав учнів та вони продовжили спати. Тоді Міріам подумала, що навіть тут серед друзів він одинокий. А її душа стає ще чорнішою, бо вона не любить ні його ворогів, ні друзів. Зараз страждає Месія не сам, та у дівчини не вистачає сміливості вийти зі свого укриття. Вона з докором дивиться на учнів, які сплять і йде з саду, не в змозі дивитися як сумує Месія.
Частина 3
Вночі на Голгофі стояли три хрести з уже мертвими тілами. Поряд жодної людини лише Міріам під хрестом Месії.
Вона говорить, що Месія всім дарував прощення, окрім неї, бо вона ненавидить його ворогів, друзів і юрбу яка прагнула розп’яття. Вона плаче, що він помер зраджений землею і небом, завтра його поховають у печері, а вона навіки залишиться одинока, невизнана ніким і навіть сам Месія її не признав.
Частина 4
На майдані в Єрусалимі до Міріам підходить Йоганна (прихильниця Месії) і повідомляє що він воскрес і ходить по землі поміж людей. Але в голос про це говорити не можна, щоб не дізналися в синедріоні. Міріам перепитує в старого чи правда це і той запрошує її на збір прихильників Месії. Тоді Міріам каже що за неї Месія не проливав свою кров, не рятував її душу. Тоді старий сказав, що дівчина має молитися, щоб Месія зцілив її душу і тіло. 
Непомітнодо них підходить слуга синедріону і римський преторіанець. Запитують про що вони говорять, дід тікає, а Міріам каже, що Месія воскрес і ходить поміж людей.
Преторіанець хоче зв’язати дівчину та вона хапає камінь і кидає в голову слузі. А вона говорить, що хотіла б усю їх кров пролити за те, що Месія три ночі страждав за їх і він простить їх та таке не забувається.
Тим часом на майдані з'являються юдеї, фарисеї та садукеї. Слуга каже їм, що Міріам проклинає їх всіх. Юрба закидає дівчину камінням вона звертається до неба, потім падає на землю.

## Адаптації
«Одержима» — опера Мирослава Волинського на оригінальний текст Лесі Українки. 

## Екранізації
2001 — «На полі крові. Aceldama» (реж. Ярослав Лупій), фільм створений за мотивами біблійної творів Лесі Українки «На полі крові», «Йоганна, жінка Хусова», «Одержима».

## Театральні постановки
- 2015, 1 березня, Чернігівський обласний академічний український музично-драматичний театр ім. Т.Шевченка[8] у постановці режисера О.Лаптія.
- 2017, 22 червня, Сумський обласний академічний український музично-драматичний театр ім. М.Щепкіна[9].